# Campeonato Amapaense 2014
In 2014 werd het 69ste Campeonato Amapaense gespeeld voor voetbalclubs uit de Braziliaanse staat Amapá. De competitie werd gespeeld van 15 maart tot 17 mei en werd georganiseerd door de FAF. Er waren twee toernooien en omdat Santos beide toernooien won, was er geen finale nodig. 

## Eerste toernooi

### Eerste fase
| Plaats | Club      | Wed. | W | G | V | Saldo | Ptn. |
| ------ | --------- | ---- | - | - | - | ----- | ---- |
| 1.     | Santos    | 3    | 2 | 1 | 0 | 5:1   | 7    |
| 2.     | Macapá    | 3    | 1 | 1 | 1 | 1:3   | 4    |
| 3.     | São Paulo | 3    | 1 | 0 | 2 | 2:3   | 3    |
| 4.     | Santana   | 3    | 0 | 2 | 1 | 2:3   | 2    |

|  | Geplaatst voor finale |

### Finale
|                 |                                     |       |              |                  |
| 26 april Finale | Santos                              | 3 – 1 | Macapá       | Glicerão, Macapá |
| 26 april Finale | Éverton 55' Vasques 75' Fabinho 88' |       | 79' Fábrizio | Glicerão, Macapá |

## Tweede toernooi

### Eerste fase
| Plaats | Club      | Wed. | W | G | V | Saldo | Ptn. |
| ------ | --------- | ---- | - | - | - | ----- | ---- |
| 1.     | Santos    | 3    | 3 | 0 | 0 | 4:1   | 9    |
| 2.     | São Paulo | 3    | 2 | 0 | 1 | 5:4   | 6    |
| 3.     | Macapá    | 3    | 1 | 0 | 2 | 3:3   | 3    |
| 4.     | Santana   | 3    | 0 | 0 | 3 | 1:5   | 0    |

|  | Geplaatst voor finale |

### Finale
|               |                              |       |           |                  |
| 17 mei Finale | Santos                       | 2 – 0 | São Paulo | Glicerão, Macapá |
| 17 mei Finale | Hector 30' Maycon Gaúcho 82' |       |           | Glicerão, Macapá |

## Kampioen
| Campeonato Amapaense de 2014 |
| Amapá                        |
| ---------------------------- |
| SANTOS Kampioen (3° titel)   |